# Планета Шийн
„Планета Шийн“ (на английски: Planet Sheen) е американски CGI анимационен телевизионен сериал. Това е допълнителното продължение на „Приключенията на Джими Неутрон: Момчето гений“.